# Иоанн Марон
Иоанн Марон — маронитский патриарх Антиохии и Сирии VII—VIII веков. Согласно маронитам, является основателем и первым патриархом Маронитской церкви, святым которой он является.
Был епископом Ботриса или Вотруна, а после смерти Антиохийского патриарха Феофана был избран на патриарший престол Антиохии, но одними лишь маронитами. Умер в 707 году.
Его произведения (на сирийском языке): книга «О вере», «Вопросы к монофизитам» и др. Приписываемое ему иногда объяснение литургии апостола Иакова принадлежат, по-видимому, другому сирийскому писателю — Дионисию Варсаливи.